# 栅栏区

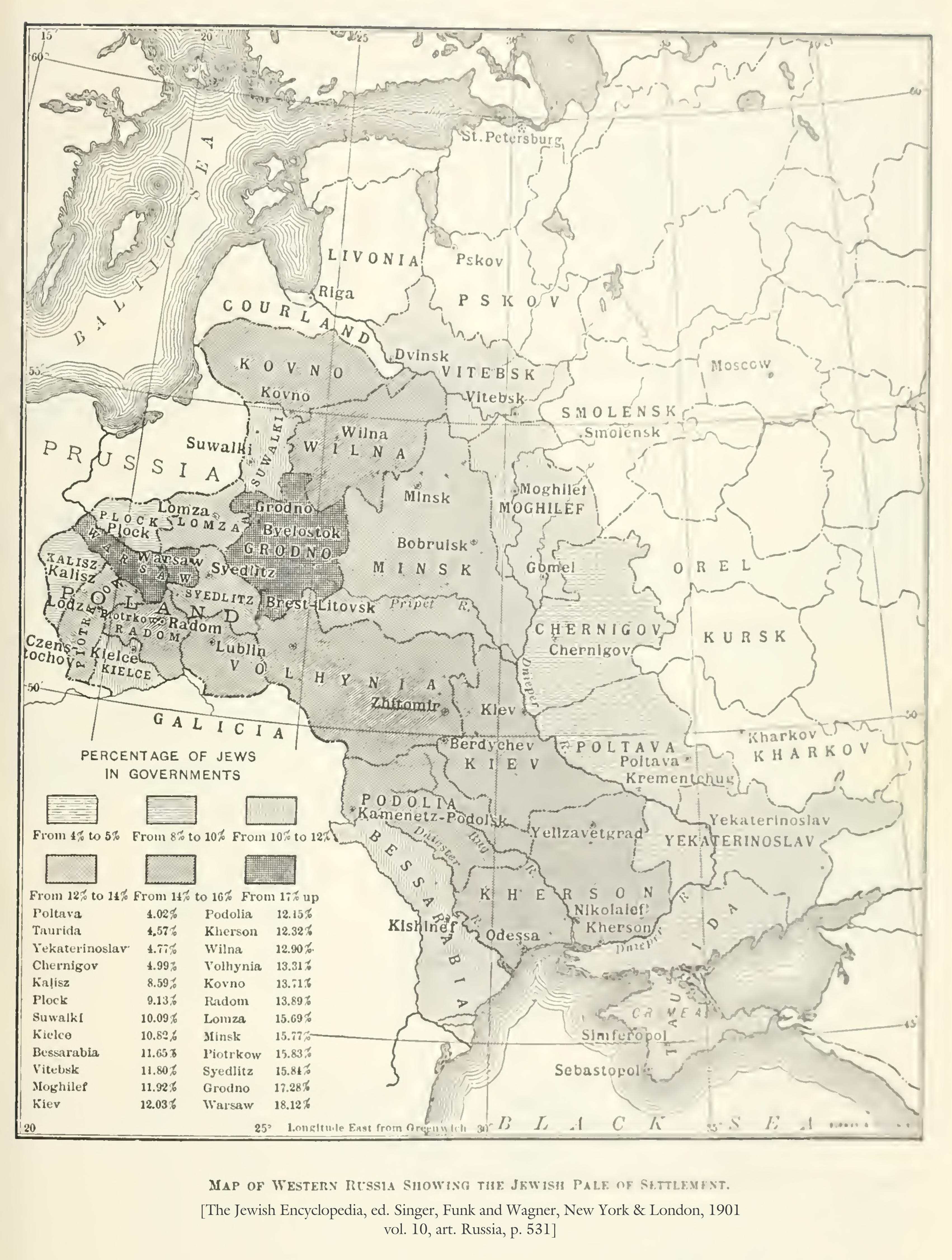
栅栏区

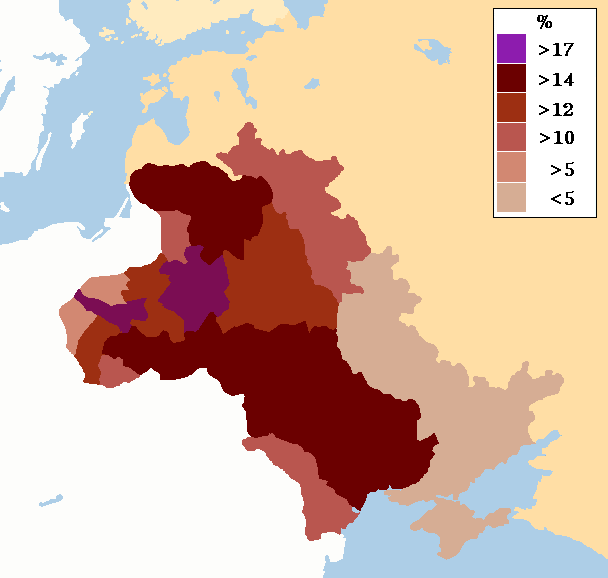
波兰定居点和国会中犹太人的比例

栅栏区（俄语：Черта́ осе́длости），又譯隔離屯墾帶（區）、定居區，是沙俄西部的一个区域，是沙俄允许并仅允许犹太人永久居住的地方。地理位置上，它西接普鲁士帝国和奥匈帝国。他們是在第三次瓜分波蘭時被併入俄羅斯。
沙俄对于犹太人居住于此的限制也有一些例外，某些犹太人（如受过特殊或高等教育的、高校学生、高级手工艺人、士兵、军队的裁缝、有头衔的人）和他们的家人，被允许生活在定居区之外。在某些特殊时期，犹太人也可以通过赦免离开定居区，但这些赦免并不可靠，事实上，直到1981年，数以千计的犹太人仍然被从圣彼得堡、莫斯科等大城市遣返回定居区。
这块区域的人群以信仰天主教和犹太教为主，它是在1791到1835年的漫长岁月中，被以东正教为主导宗教的沙俄帝国通过军事和外交手段逐渐攻占的。直到1917年沙俄帝国灭亡，这块区域才解体。它曾占据了沙俄欧洲部分的20%的领土，盘踞在沙俄和波兰立陶宛联邦，及克里米亚汗国的边境。它对应于今天立陶宛、白俄罗斯、摩尔多瓦、拉脱维亚、乌克兰和俄罗斯西部的版图。

## 历史
这块区域最早由叶卡捷琳娜二世在1791年建立，之前数个她的前辈试图把所有拒绝皈依东正教的犹太人驱逐出境而未遂。出于经济和国家主义的原因，定居区因而诞生。在1793年第二次瓜分波兰前，定居区的犹太人口还没有那么显著。之后，因为向西扩张而引入的波兰立陶宛领土使定居区的犹太人达到五百万，占据了当时世界上40%的犹太人口。
一战时期，大量定居区的犹太人因为逃避德国军队而逃亡内陆，使得定居区的边境限制不再严格。1917年3月，俄国临时政府正式宣布废除定居区，此区域和其所属大部分人口，变成了波兰的一部分。

## 定居区内的生活
定居区内的大部分犹太人过着贫困艰苦的生活，但他们宗教体系的福利制度提供食品、衣物、药品，甚至嫁奁给需要的人。孤儿也能尽可能地接受教育(多是傳統猶太宗教教育)。有多达22%的贫困人口在被宗教团体的福利支持着。
由于定居区的犹太人群高度集中，这里很容易成为反犹主义群体和少数族裔迫害者的攻击对象。人员伤亡和财产损失在这些反犹活动中也不可避免。
1886年之后，犹太人定额制度被应用于高等教育，定居区的犹太裔学生比例不能超过10%，定居区外这一比例甚至低达3%。尽管1908至1915年，这一定额有所放宽，但是犹太人在高等教育中受歧视的现象仍有余波（这在格里戈里·裴瑞爾曼的传记中有所提及，他的母亲就是攻读高等数学研究的犹太女性）。
因为沙俄的犹太人生活得是如此之惨，1881年到1914年，约有二百万犹太人逃离定居区，大部分来到了美国。